# Jodie Comer
Jodie Marie Comer (11 de març de 1993) és una actriu anglesa. Ha rebut diversos reconeixements, com ara dos premis de l'Acadèmia Britànica i un premi Primetime Emmy, a més de nominacions a dos premis Globus d'Or, dos Critics Choice Awards i un Screen Actors Guild Award.

## Primers anys
Jodie Comer va néixer a Liverpool l'11 de març de 1993, filla de l'empleada de Merseyrail Donna i del fisioterapeuta de l'Everton FC James Comer. Va créixer al suburbi Childwall de Liverpool. Té un germà petit anomenat Charlie (nascut el 1995). Va assistir a la St Julie's Catholic High School al suburbi de Liverpool de Woolton, on es va fer amiga íntima de la futura atleta olímpica Katarina Johnson-Thompson. Va començar a actuar a una escola de teatre local de cap de setmana anomenada CALS a la zona de Belle Vale de Liverpool quan tenia 11 anys, i va ser a través d'aquesta escola que va entrar al Liverpool Performing Arts Festival l'any 2006 a St George's Hall i va ser la primera en la seua categoria després de fer un monòleg sobre el desastre de Hillsborough.
Després de ser expulsada d'un grup de ball pels seus amics a l'institut perquè no va poder assistir als assajos del programa de talents de l'escola perquè estava de vacances amb la seua família, Comer va decidir interpretar el seu monòleg per a l'espectacle; això la va cridar l'atenció del seu professor de teatre, que la va enviar a una audició per a una obra de BBC Radio 4, que es va convertir en el seu primer treball d'actriu. Els seus companys de l'obra li van dir que podia fer una carrera d'actriu i li van aconsellar que aconseguís un agent.

## Carrera
La seua carrera va començar el 2008 amb un paper de convidada en un episodi de The Royal Today, una sèrie derivada de la sèrie de drama mèdic The Royal. Després va fer aparicions en sèries com Waterloo Road, Holby City, Doctors, Silent Witness, Casualty, Law & Order: UK, Vera i Inspector George Gently. Va participar en papers principals a la sèrie dramàtica de cinc episodis Justice, la minisèrie sobrenatural Remember Me i com a Chloe Gemell a la sèrie de comèdia i drama de l'E4 My Mad Fat Diary. Comer va aparéixer a l'adaptació del 2015 de Lady Chatterley's Lover, una pel·lícula de televisió emesa a BBC One. El mateix any, Comer va aparéixer com Kate Parks a la sèrie dramàtica de la BBC One Doctor Foster.
Va ser elegida per al seu primer paper protagonista com Ivy Moxam a la minisèrie Thirteen de la BBC Three, que es va estrenar el febrer de 2016 i li va valer una nominació al premi de l'Acadèmia Britànica a la millor actriu. El desembre de 2016, va aparéixer a la minisèrie de la BBC Rillington Place com a Beryl Evans, una de les víctimes de l'assassí en sèrie John Christie. El 2016, va ser catalogada com una de les "Stars of Tomorrow" de Screen International en associació amb el BFI London Film Festival. El 2017, va interpretar la jove Elisabet de York a The White Princess a Starz, una seqüela de la minisèrie de la BBC The White Queen. El 2017, també va fer el seu debut a un llargmetratge, com Christine a la pel·lícula biogràfica de Morrissey England Is Mine.
L'abril de 2018, va començar a protagonitzar la sèrie de thriller d'espies de la BBC Killing Eve com Villanelle, una assassina russa psicòpata que desenvolupa una obsessió mútua amb Eve Polastri (interpretada per Sandra Oh), l'agent de l'MI6 encarregada de perseguir-la. Va obtenir elogis de la crítica per la seua actuació a la sèrie, amb Jia Tolentino de The New Yorker afirmant que, en el context de les "canvis constants de to i ritme" del programa, l'"ambigüitat —i la impossibilitat— del personatge de Villanelle ha funcionat (a través de la primera temporada) gràcies al carisma mercurial i inexpugnable de Comer". Com que el seu personatge canvia entre diversos accents d'arreu del món com a part de les seues diverses identitats, es va donar molta atenció al seu accent Scouse i la sorpresa dels espectadors que l'escolten per primera vegada. Per la seua interpretació de Villanelle va estar nominada a tres premis Primetime Emmy a la millor actriu principal en una sèrie dramàtica i tres premis de l'Acadèmia Britànica a la millor actriu, que va guanyar el 2019.
El juny de 2018, Comer va ser una de les actrius d'una sèrie de monòlegs de la BBC Four anomenada Snatches: Moments From Women's Lives, inspirada en esdeveniments que van tenir lloc al segle des que les dones van guanyar el dret a vot per primera vegada als Estats Units. Va aparéixer a l'episodi "Bovril Pam", on va interpretar una secretària al Liverpool dels anys 60 que explorava la seua sexualitat. Va ocupar el lloc número 94 a la llista "TV 100" de Radio Times el 2018. El novembre de 2018, The Hollywood Reporter la va incloure a la seua llista "Next Gen Talent 2018: Hollywood's Rising Young Stars". L'abril de 2019, se li va preguntar sobre els seus treballs futurs durant la seua entrevista amb el podcast Happy Sad Confused i va revelar que s'havia vist obligada a abandonar l'adaptació de Kenneth Branagh de Mort al Nil d'Agatha Christie a causa de conflictes de programació.
Va fer un cameo a la pel·lícula del 2019 Star Wars: The Rise of Skywalker, apareixent com la mare de Rey, Miramir, en flashbacks.
El juny de 2020, va interpretar el paper principal de Lesley en un episodi del reinici de la BBC iPlayer de Talking Heads anomenat "Her Big Chance". L'episodi, dirigit per Josie Rourke, es va rodar en confinament a causa de la pandèmia de la COVID-19.
El desembre de 2018, es va anunciar que havia estat elegida per a la pel·lícula de comèdia d'acció Free Guy, que es va començar a rodar el maig de 2019. Comer és la protagonista femenina al costat de Ryan Reynolds. Va interpretar dos papers a la pel·lícula: Millie, una desenvolupadora de jocs, i Molotov Girl, l'avatar de Millie al joc. La pel·lícula es va estrenar el 13 d'agost de 2021. Més tard es va estrenar a Disney+ el 23 de febrer de 2022. A la pel·lícula es va utilitzar una versió de la cançó de Mariah Carey "Fantasy" cantada per Comer. Per aquest paper, va ser nominada al Premi Saturn a la millor actriu secundària.
Més tard, el 2021, es va unir amb l'escriptor Jack Thorne i l'actor Stephen Graham per protagonitzar el drama Help de Channel 4, en què interpretava a una jove treballadora de la llar que lluitava durant els primers dies de la pandèmia de la COVID-19 al Regne Unit. També va actuar com a productora executiva. El paper li va valer una cinquena nominació als premis de televisió de l'Acadèmia Britànica a la millor actriu que finalment va guanyar. Comer va interpretar Marguerite de Carrouges a The Last Duel de Ridley Scott al costat de Matt Damon, Adam Driver i Ben Affleck. La pel·lícula es va estrenar a tot el món el 15 d'octubre de 2021.
Va fer el seu debut al West End a l'obra Prima Facie de Suzie Miller al Harold Pinter Theatre que va començar l'abril de 2022 i va concloure el juny de 2022. Pel paper va rebre un important reconeixement de la crítica. Farà el seu debut a Broadway amb Prima Facie quan la producció es transfereix del West End a la primavera de 2023. A partir del 21 de juliol de 2022, NT Live va emetre una representació filmada de l'obra al Harold Pinter Theatre als cinemes de tot el món.

### Propers projectes
El març de 2022, es va anunciar que Comer protagonitzarà i produirà una adaptació de sèrie limitada de la novel·la Big Swiss de Jen Beagin per a HBO. El projecte serà produït per A24 i Hyperobject Industries d'Adam McKay. També està compromesa a protagonitzar i produir el thriller ambiental The End We Start From, una adaptació de la novel·la debut de Megan Hunter dirigida per Mahalia Belo. SunnyMarch de Benedict Cumberbatch i Hera Pictures de Liza Marshall produiran el projecte i es van començar a rodar l'agost de 2022. El mateix mes, es va anunciar que apareixerà al costat d'Austin Butler i Tom Hardy a The Bikeriders de Jeff Nichols, que és una història de ficció inspirada en la fotografia de Danny Lyon i el seu llibre de 1967 amb el mateix nom. La pel·lícula serà estrenada per New Regency i el rodatge començarà l'octubre de 2022.

## Imatge pública
El desembre de 2018, British Vogue va incloure Comer a la seua llista de "Les dones més influents del 2018", i el febrer de 2019 Forbes la va incloure a la seua llista anual "30 Under 30" per estar entre les 30 persones més influents de la indústria de l'entreteniment a Europa menors de 30 anys.
El setembre de 2019, pocs dies després de la seua victòria a l'Emmy, es va anunciar que seria la cara de la campanya de moda primavera/estiu 2020 de Loewe, que la va veure protagonitzar un curtmetratge per a la marca. El 31 de març de 2020, es va anunciar com a ambaixadora de la marca de la marca de skincare Noble Panacea.
El 2020, va parlar de la discriminació de classe que va experimentar durant la seua carrera com a persona provinent d'una ciutat obrera.